# Szőcs István (vegyészmérnök)
Szőcs István (Szentegyházasfalu, 1940. augusztus 17.) erdélyi magyar vegyészmérnök, műszaki szakíró, feltaláló, felesége Szőcs Katalin (1946).

## Életútja, munkássága
Középiskolai tanulmányait Gyulafehérváron (1954–58) és Székelyudvarhelyen (1961–63) végezte, közben 1958–61 között a gyulafehérvári Római Katolikus Teológiai Szeminárium hallgatója volt. 1968-ban Iaşi-ban vegyészmérnöki diplomát szerzett, utána egy évig a Vegyészmérnöki Karon tanársegéd volt, 1969–82 között a Szentkeresztbányai Vasipari Vállalat keretében mint tervező, kutató, majd osztályvezető dolgozott. Közben 1980-ban Kolozsváron a BBTE-n közgazdasági diplomát is szerzett. 1983-ban egy politikai perben elítélték, büntetése egy részét, 1989-ig a kolozsvári Nehézgépgyárban töltötte le. 1990–94 között Bukarestben az Államelnöki Hivatal tudományos munkatársa, államtitkári rangban.
Nevéhez 17 szabadalmazott új technológiai eljárás fűződik, ezeket az iparban 1989 előtt széles körben alkalmazták.
Első szakközleményét a Revista Metalurgia közölte (1974. évi 26. kötetében), később állandó külső munkatársként szerepelt a Revista de Chimie, a Magyar Kémikusok Lapja, a Revista de Calitate a Producţiei, a Kohászat és az EMT Műszaki Szemle hasábjain. A kolozsvári Nehézgépgyár számára 1989-ben összeállított egy, a szabadalmazott technológiákkal gyártott acél és vasöntvényeket bemutató mappát, amelyet a gyár jelentetett meg román és angol nyelven.

## Kötete
- Formázó anyagok: szobrászat, kerámia, fémöntés, építészet (Szőcs Katalinnal, Kolozsvár, 2006)